# ترب
ترب هي قرية في مقاطعة شبستر، إيران. عدد سكان هذه القرية هو 726 في سنة 2006.